# Campylocera denticauda
Campylocera denticauda är en tvåvingeart som beskrevs av Günther Enderlein 1942. Campylocera denticauda ingår i släktet Campylocera och familjen Pyrgotidae.
Artens utbredningsområde är Togo. Inga underarter finns listade i Catalogue of Life.